# Martes flavigula indochinensis
Martes flavigula indochinensis (лат.) — подвид харзы, обитающий в Индокитае на территории Мьянмы (Северный Танинтайи), Таиланда и Вьетнама.

## Описание
Отличается от Martes flavigula flavigula наличием обнажённого участка кожи над плантарной подушечкой задних ног и участком между плантарной и запястной подушечками на передней лапе. Зимняя шерсть короче и менее пышная, цвет бледнее, на плечах и верхней части спины более жёлтый, поясница менее глубоко пигментирована, а на затылке больше пятен жёлтого цвета. Живот грязно-белого цвета, а горло бледно-жёлтого цвета.